# ФК Гриндавик
Гриндавик (на исландски: Knattspyrnudeild UMFG) е исландски футболен отбор от град Гриндавик. Основан е през 1932 година. Клубните цветове са в зелено. Играе домакинските си мачове на стадион „Гриндавикюрвьотлюр“ с капацитет 1750 зрители.

## История
Первият му значителен успех е победата в купата на Исландската лига през 2000 година. Най-известният футболист играл за клуба е Ли Шарп, играл по-рано за „Манчестър Юнайтед“.

## Успехи
- Исландска висша лига
  -  Бронзов медал (2):[1] 2000, 2002
- Купа на Исландия:[2]
  -  Финалист (2): 1994
- Купа на Лигата
  -  Носител (1): 2000
  -  Финалист (1): 2018